# Gulab jamun
Gulab jamun (també escrit gulaab jamun; lit. ‘Rose water berry’ Baies d'aigua de rosa ' o "baies de rosa") és unes postres dolces, originàries del subcontinent indi i un tipus de mithai popular a l'Índia, Pakistan, Nepal, les Maldives (on es coneix com a gulab ki janu) i Bangladesh, així com Myanmar. També és comú a les nacions amb poblacions importants de persones amb herència del sud d'Àsia, com ara Maurici, Fiji, estats del Golf, la península de Malaia, Gran Bretanya, Sud-àfrica i els països del Carib de Trinitat i Tobago, Guyana, Surinam i Jamaica.
S'elabora principalment amb sòlids de llet, tradicionalment a partir de khoya, que és llet reduïda a la consistència d'una massa suau. Les receptes modernes demanen llet seca o en pols en lloc de khoya. Sovint es guarneix amb fruits secs com ametlles i anacards per millorar-ne el sabor.

## Preparació
Al subcontinent indi, els sòlids de llet i formatge es preparen escalfant la llet a foc lent durant molt de temps fins que el contingut d'aigua s'ha evaporat i només queden els sòlids de la llet. Aquests sòlids de llet, coneguts com a khoya, es pasten en una massa, amb una gran quantitat de farina (maida). Hi ha moltes mescles de gulab jamun al mercat, que es barregen amb aigua/llet per fer la massa. A continuació, la massa es forma en petites boles i es fregeix en oli o mantega (mantega clarificada) a una temperatura baixa d'uns 148 graus centígrads, fins que aconsegueixen el seu familiar color marró daurat. Si les boles es cuinen ràpidament, estaran crues per dins. A continuació, les boles fregides se sumen amb un xarop de sucre lleuger aromatitzat amb cardamom verd i aigua de roses, kewra o safrà. El gulab jamun calent se serveix sovint amb gelat de vainilla o kulfi.

## Orígens
Gulab jamun es va preparar per primera vegada a l'Índia medieval i es va derivar d'un bunyol que els invasors turcs de l'Àsia central van portar a l'Índia. Una altra teoria afirma que va ser preparat accidentalment pel xef personal de l'emperador mogol Shah Jahan.
La paraula "gulab" deriva de les paraules perses gol (flor) i āb (aigua), fent referència al xarop amb olor d'aigua de roses. "Jamun" o "jaman" és la paraula hindi / urdú per a Syzygium jambolanum, una fruita índia amb una mida i forma similars, coneguda comunament com a pruna negra. El jamun també es defineix com una delicadesa fregida en xarop de sucre. Les postres àrabs luqmat al-qadi són semblants al gulab jamun, tot i que utilitza una massa diferent. Segons l'historiador culinari Michael Krondl, tant luqmat al-qadi com gulab jamun podrien haver derivat d'un plat persa, amb el xarop d'aigua de roses com una connexió comuna entre tots dos.

## Costums de consumir-ne
El gulab jamun és unes postres que es mengen sovint en festivals, aniversaris o celebracions importants com ara matrimonis, les celebracions musulmanes d'⁣Eid ul-Fitr i Eid al-Adha, i els festivals hindús de Diwali i Ganesh Chaturthi. Hi ha diversos tipus de gulab jamun i cada varietat té un gust i un aspecte diferents.

## Variants

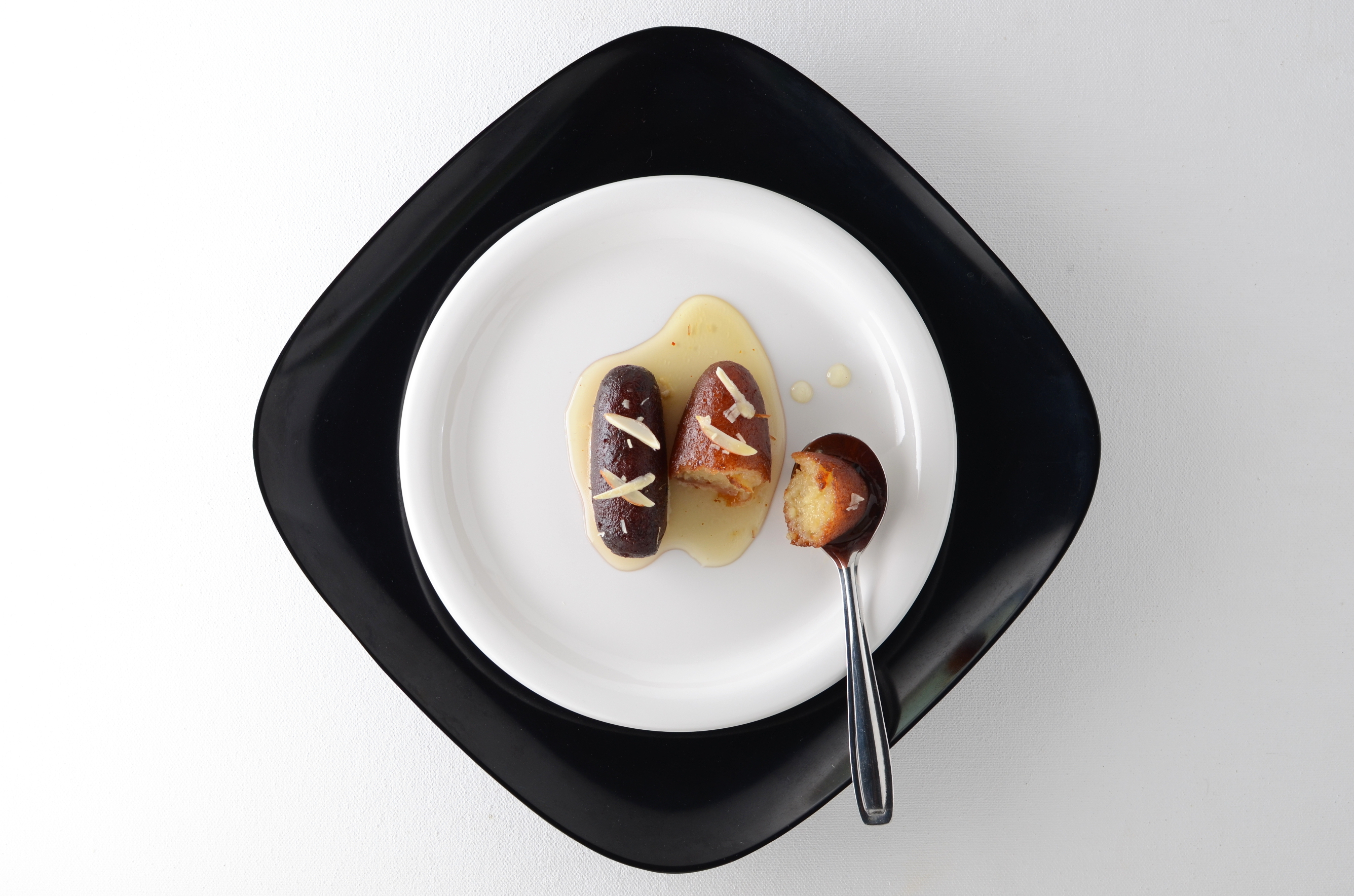
Una variant del gulab jamun anomenada kala jamun

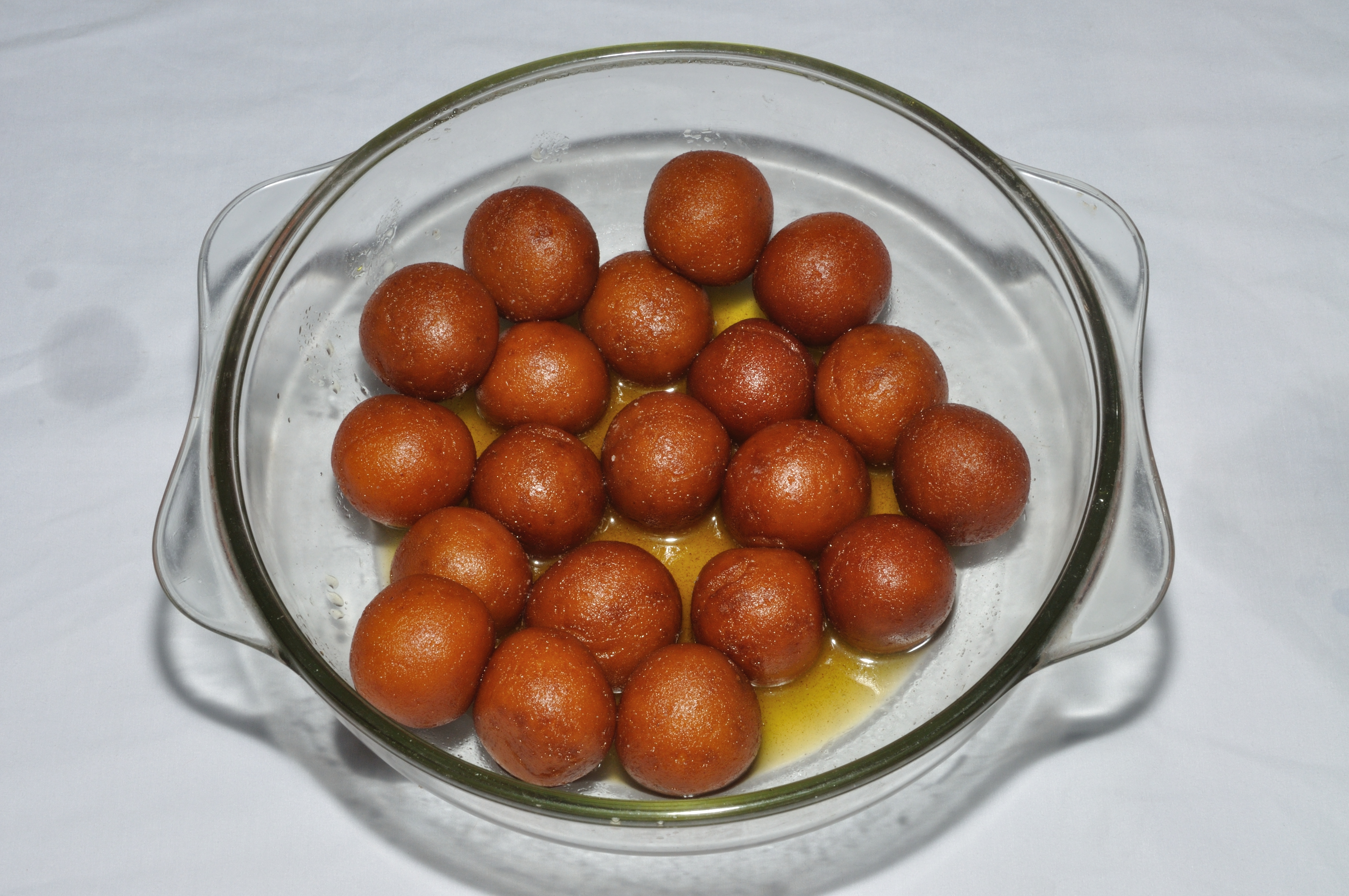
Un plat bengalí semblant, fet de farina de cigrons, anomenat Pantua.

### Índia

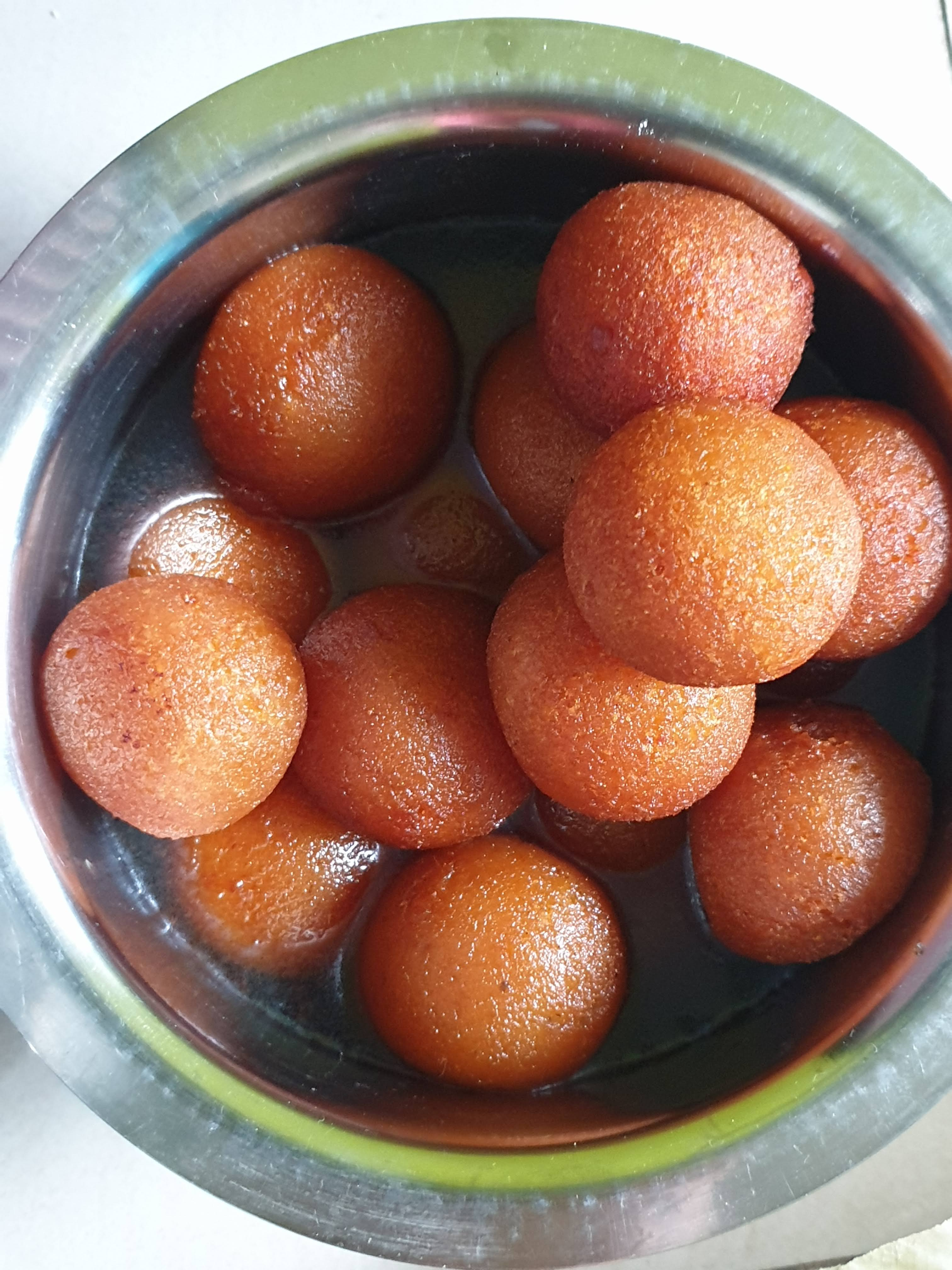
Gulabjamun a l'estil maharashtrià.

Gulab jamun adquireix el seu color vermell marronós a causa del contingut de sucre a la llet en pols (khoya). En altres tipus de gulab jamun s'hi afegeix sucre a la massa, i després de fregir, la caramel·lització del sucre li dona el seu color fosc, gairebé negre, que llavors s'anomena kala jamun o "jamun negre". El xarop de sucre es pot substituir per un xarop d'auró (lleugerament) diluït per a un gulab jamun.
El gulab jamun casolà es compon normalment de khoya, una mica de farina per a tot de blat refinada, llevat en pols i mantega clarificada (ghee); llet pastada per formar una massa, modelada en boles, fregida i submergida en xarop de sucre, i tot cuit a foc lent.
En bengalí, Gulab Jamun es coneix com a Kalo Jam o Pantua, que és similar al gulab jamun, i es podria anomenar una variant bengalí d'aquest plat. Ledikeni, una variació de Pantua, és una altra variant del gulab jamun. Es diu que va ser inventat per Bhim Chandra Nag amb motiu d'una visita de Lady Canning, l'esposa de Charles Canning, el governador general de l'Índia durant 1856–62.
Katangi, una ciutat prop de Jabalpur, és famosa per "Jhurre Ka Rasgulla", que s'hi fa durant els darrers 100 anys. Té diverses vegades la mida dels gulab jamuns normals i es prepara en desi ghee local.
A Rajasthan, en comptes de sucar boles de gulab jamun en xarop de sucre, es couen amb salsa feta amb espècies, fruits secs i tomàquet per fer el popular Gulab Jamun ki Sabzi.

### Bangladesh
A Bangladesh, Pantua està disponible gairebé a tot el país, i es pot referir a una variació bengalí de Gulab jamun. També hi ha dos tipus de jamuns que són famosos, golap Jam (গোলাপ জাম) i Kalo Jam (কালো জাম).

### Nepal
El dolç aquí es coneix com a Lal Mohan (लालमोहन) en llengua nepalesa i està disponible a gairebé totes les botigues de dolços. La venda del dolç acostuma a augmentar significativament durant festivals com Tihar, Dashain, etcètera.